# Ross Chastain

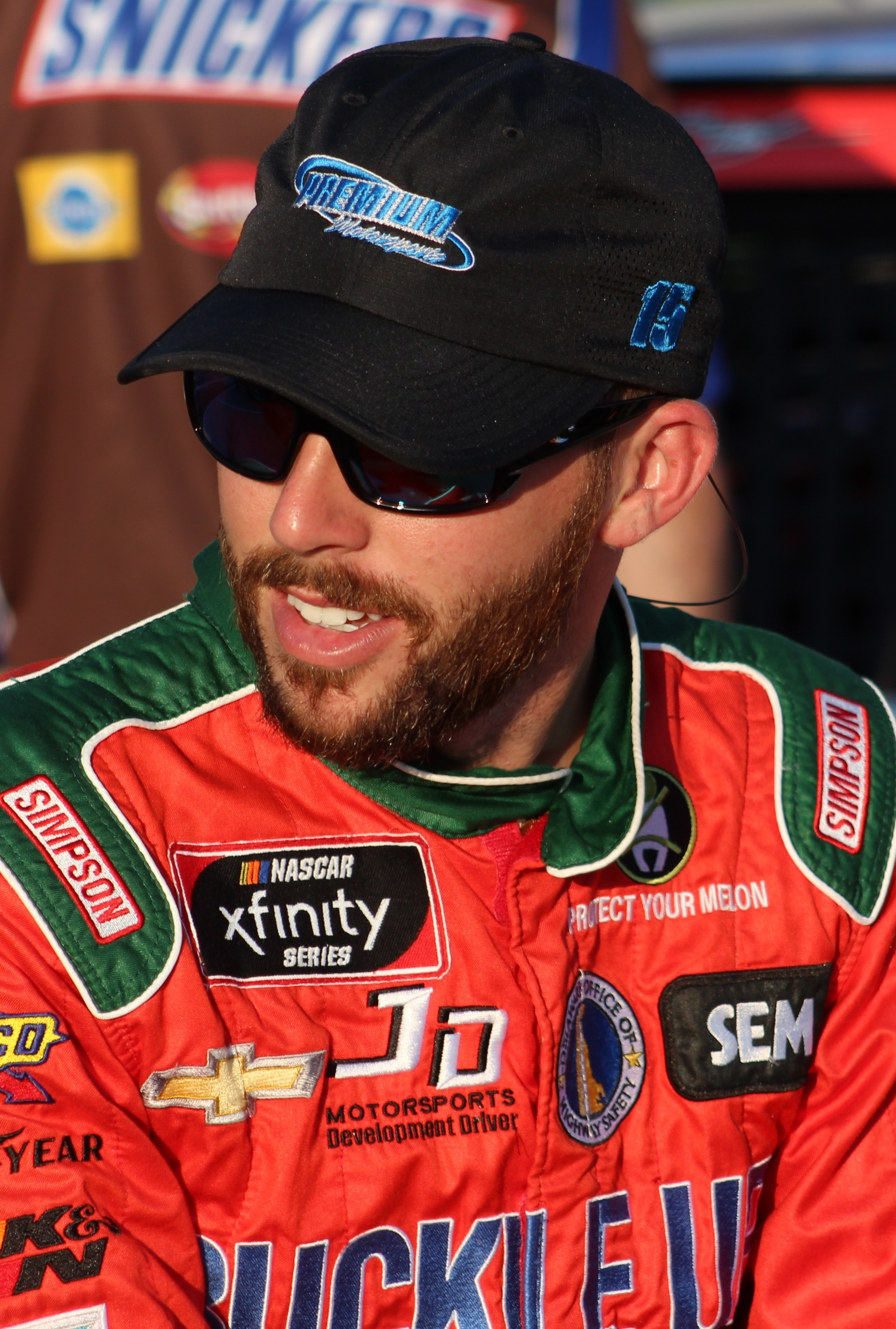
Ross Chastain

Ross L. Chastain is een Amerikaans autocoureur die actief is in de NASCAR Cup Series voor Trackhouse Racing Team. Hij debuteerde in 2017 voor Premium Motorsports, daar reed hij tot en met het 2019 seizoen. In 2021 reed hij met het Chip Ganassi team. In 2022 switchte hij naar Trackhouse Racing Team, waar hij in de zesde race in Austin zijn eerste overwinning behaalde. 

## Resultaten in de NASCAR Cup Series
| Jaar | Team                | Races | Polepositions | Overwinningen | Kampioenschap |
| ---- | ------------------- | ----- | ------------- | ------------- | ------------- |
| 2017 | Premium Motorsports | 2     | 0             | 0             | 54e           |
| 2018 | Premium Motorsports | 34    | 0             | 0             | 58e           |
| 2019 | Premium Motorsports | 35    | 0             | 0             | 44e           |
| 2020 | Spire Motorsports   | 8     | 0             | 0             | 43e           |
| 2021 | Chip Ganassi Racing | 36    | 0             | 0             | 20e           |
| 2022 | Team Trackhouse     | 17    | 0             | 2             | 2e*           |